# 黑的儿火者

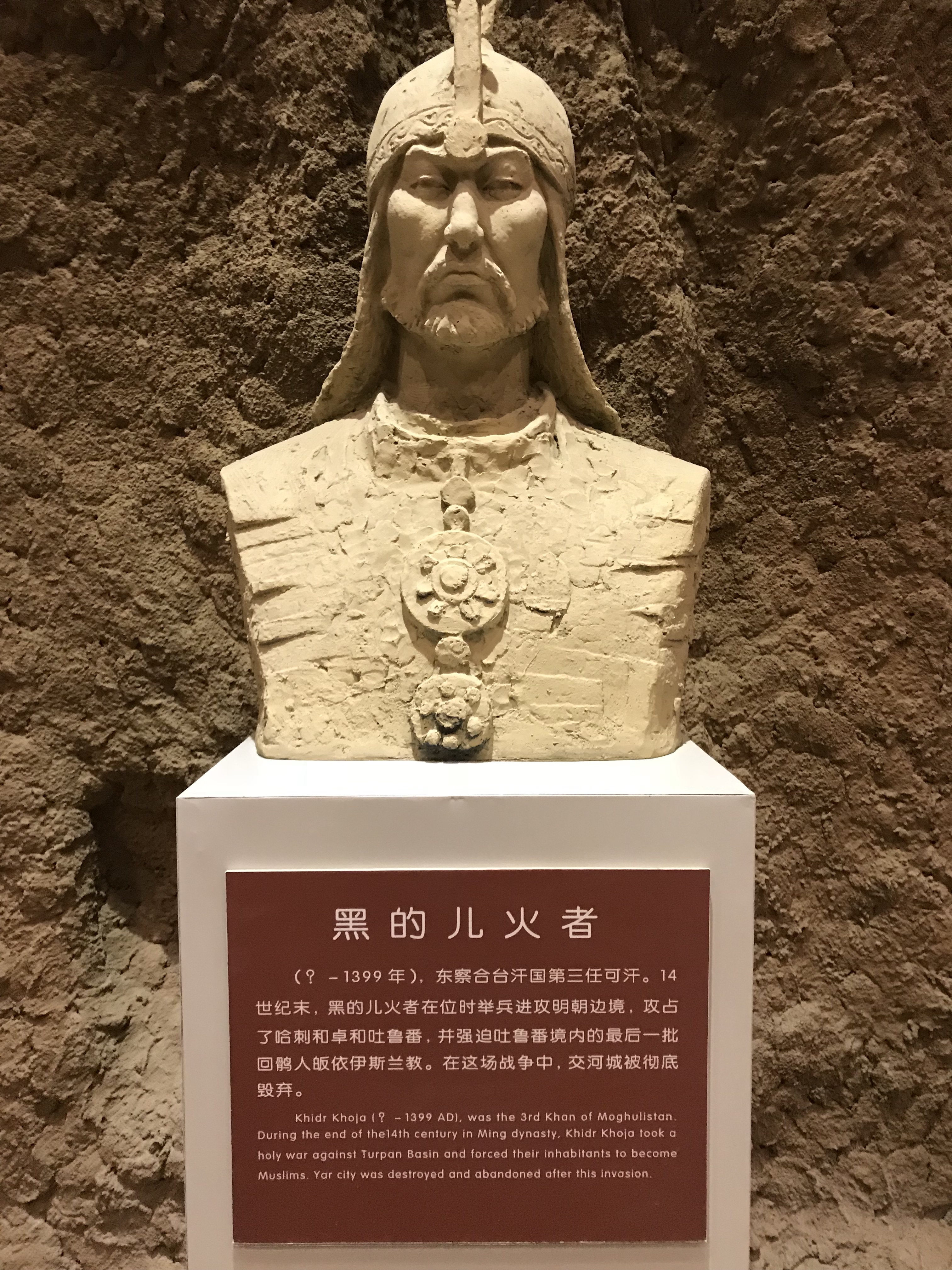
黑的儿火者塑像

黑的儿火者（Khidr Khoja，？—1399年），东察合台汗国第三任可汗。秃忽鲁帖木儿的小儿子，也里牙思火者的弟弟，沙迷查干、馬哈麻之父。
杜格拉特的哈马儿丁杀害也里牙思火者篡位。哈马儿丁的侄子忽歹达保护黑的儿火者从喀什到帕米尔，后来又到于阗、罗布泊、吐鲁番。他强迫吐鲁番境内的最后一批畏兀兒人皈依了伊斯兰教。哈马儿丁在与帖木儿战败後失踪。忽歹达拥立黑的儿火者为东察合台汗国第三任可汗，国都在别失八里。黑的儿火者把女儿嫁给了帖木儿(另一女嫁給烏馬爾·沙黑)，在1391年，他派使者到南京朝见明太祖。